# Bokke8
Bokke8, artiestennaam van Anthony Swart (Amsterdam, 13 september 1998), is een Nederlandse rapper. Hij heeft twee albums uitgebracht; Ocho in 2019 en Swart in 2021.

## Biografie
Swart kwam op jonge leeftijd al in contact met hiphop doordat zijn vader goed bevriend was met leden van Tuindorp Hustler Click en zijn neef eveneens rapper is; Lucass. In 2017 deed hij mee met een online uitdaging van de rapper Sevn Alias, waarbij mensen raps konden insturen op het lied Qifesh. Hierbij won Swart een Meet & Greet met Sevn Alias en in 2018 tekende Bokke8 zijn eerste muziekcontract bij het label van Sevn Alias; 1OAK Entertainment. Zijn eerste single aldaar was Start in eind 2018. 
In 2019 stond de rapper op de ep OAKLAND van zijn label waarbij hij samenwerkte met Sevn Alias, Lucass, Mensa, Ashafar en Philly. Ook deed hij met zijn label een 101Barz Studiosessie. Hij bracht vervolgens enkele singles uit en deed een solo 101Barz-sessie, voordat hij in oktober 2019 kwam met zijn debuutep Ocho. De single Uno van dit album werd bij radiozender NPO FunX uitgeroepen tot de DiXte van de week en Timeline (met Sevn Alias) bereikte de 85e plek in de Single Top 100. Uno heeft in Nederland de gouden status. Het album stond een week in de Album Top 100 en stond hier op de 43e plaats.
Na Ocho bracht Bokke8 verschillende singles uit en werkte hij samen met een grote groep artiesten, zoals Yssi SB, Emil Rosé, Young Ellens, Jack, Chivv en Jordymone9. Zijn volgende album was Swart in februari 2021. Hierop stonden geen gastbijdrages van andere artiesten. Swart kwam tot de 45e plek van de Album Top 100. Enkele maanden na het uitbrengen van het album, maakte de rapper bekend dat hij het label 1OAK Entertainment ging verlaten.
Nadat hij het label had verlaten, ging hij muziek uitbrengen bij Left Lane. Dit bleek geen goede match te zijn, en hij verliet het label vrij snel, om in eind 2022 te teken voor Hella Cash, het muzieklabel van Josylvio. Dit deed hij enkele maanden nadat hij zijn tweede solosessie bij 101Barz had gedaan. In 2022 bracht hij ook de single Timber uit, genoemd naar de toenmalige Ajax-speler Jurriën Timber. De rapper was van jongs af aan groot Ajax fan en werd tevens fan van Timber, waarna hij besloot om een nummer over hem te maken. 
Bij Hella Cash bracht Bokke8 verschillende singles uit en deed hij meerdere gastbijdrage. Meest succesvolle was op PK's van Josylvio en met Moeman, Philly en KA als andere gastartiesten. Dit nummer kwam tot de achttiende plaats van de Single Top 100 en de negentiende plek van de Tipparade van de Nederlandse Top 40. In 2024 kwam Bokke8 met de ep TWT en deed hij twee 101Barz-sessies, een met Red Moons en een solosessie. Andere artiesten dan eerder genoemd waar Bokke8 mee heeft samengewerkt over de jaren heen zijn onder meer Bastosz, Djaga Djaga, Brokezart en Machario.

## Discografie

### Albums en ep's
| Album | Verschijnen      | Label              | Hitlijsten | Hitlijsten |
| Album | Verschijnen      | Label              | NL         | NL         |
| Album | Verschijnen      | Label              | Piek       | Weken      |
| ----- | ---------------- | ------------------ | ---------- | ---------- |
| Ocho  | 25 oktober 2019  | 1OAK Entertainment | 43         | 1          |
| Swart | 12 februari 2021 | 1OAK Entertainment | 45         | 2          |
| TWT   | 23 februari 2024 | Hella Cash         | 89         | 1          |

### Nummers met notering(en) in een hitlijst
| Lied                                      | Verschijnen       | Album                   | Hitlijsten  | Hitlijsten  | Hitlijsten   | Hitlijsten   | Opmerkingen |
| Lied                                      | Verschijnen       | Album                   | NL (Top 40) | NL (Top 40) | NL (Top 100) | NL (Top 100) | Opmerkingen |
| Lied                                      | Verschijnen       | Album                   | Piek        | Weken       | Piek         | Weken        | Opmerkingen |
| ----------------------------------------- | ----------------- | ----------------------- | ----------- | ----------- | ------------ | ------------ | ----------- |
| Timeline (met Sevn Alias)                 | 26 september 2019 | Ocho                    | —           | —           | 85           | 1            |             |
| PK's (met Josylvio, Moeman, Philly en KA) | 3 november 2023   | Dopamine (van Josylvio) | tip19       | —           | 18           | 2            |             |